# Georges Detaille
Georges Detaille, né le 3 mai 1909 en Principauté de Monaco, où il est mort le 1er décembre 1994, est un photographe et éditeur monégasque.

## Biographie
Georges Detaille nait le 3 mai 1909 en Principauté de Monaco. Il est le fils aîné de Georges Albert Detaille, le frère de Fernand Paul Detaille, et le neveu de Fernand Detaille, tous trois également photographes.
À partir de ses treize ans, il apprend l'art de la technique photographique et le métier auprès de son père. Le 8 juillet 1922, il couvre à ses côtés les funérailles de SAS Albert I et peu de temps après, réalise le portrait officiel de SAS Louis II.
En 1923, sollicité par Serge de Diaghilev, il est assistant photographe lors d'un reportage sur les ballets russes.
Georges crée avec son père les Éditions Georges Detaille, qui publient notamment Le Vie des Ballets de Monte-Carlo et Monaco sous les barbelés mais aussi des ouvrages illustrés par son oncle.
Il photographie plusieurs éditions du Grand Prix automobile de Monaco de 1967 à 1976. En parallèle, il est photographe de presse auprès des quotidiens L'Éclaireur de Nice, Sud-Est et Nice Matin, et photographe du Palais Princier, de la Société des bains de mer de Monaco et des musées océanographique et napoléonien.
Il effectue son service sous les drapeaux en 1929 puis est mobilisé, en 1939, au sein du Commandement des forces aériennes 25, service photo. Fort de cette expérience, de 1944 à 1983, il produit des photographies aériennes de la Principauté ainsi que des cartes postales, photos d'édifices et villas, photos de classes sur de nombreux supports et nouvelles techniques reprises de nombreuses fois dans diverses publications et en bande dessinée.
Les 18 et 19 avril 1956, il couvre avec son frère Fernand le mariage princier de SAS Rainier III avec Grace Kelly, dont certains portraits individuels du jeune couple princier sont ensuite édités par l'Office des timbres de Monaco.
Né avec la nationalité française, Georges Detaille est naturalisé monégasque par SAS Rainier III en 1973.
Il prend sa retraite en 1984, mettant fin aux activités des ateliers Géronstère, Charles III, Villa Cornélie, Villa Claude et Winter Palace, dernier magasin du 4, boulevard des Moulins. Personne ne prend la suite des Photographes Detaille. Georges se retire à la Villa Ciel Bleu décoré de l'ordre de Saint-Charles, dans les grades de Chevalier et Officier. Un important fonds photographique composait l'ensemble des négatifs de ses prédécesseurs photographes, Numa Blanc fils (installé à Monaco en 1865), Franz Bucher et Pierre Sanitas. Avec l’apport des Detaille, cette photothèque s'élève aujourd'hui à plus de 100 000 clichés.
Georges Detaille meurt à Monaco le 1er décembre 1994.

## Distinctions
- Officier de l'ordre de Saint-Charles

## Expositions
- 1996 : Centre de Rencontre Internationales de Monaco – Théâtre Princesse Grace-Monaco.
- 2022 : Conquêtes Pacifiques, les Extensions en Mer à Monaco.

## Parutions
- Les ballets de Monte Carlo (1911-1914) (textes de Gérard Mulys, Éditions Georges Detaille, 341 illustrations et photographies in-texte, quatre planches couleur hors-texte par Léon Bakst, Natalia Gontcharova et Marie Laurencin ; réédition aux éditions Arc-en-Ciel, collection Arts et Documents, 269 pages, 1954)[3].
- Monaco sous les barbelés (Éditions Georges Detaille, 88 pages, environ 140 photos, 1945 ; réédition aux éditions S. et B. Klarsfeld, 1996).

## Parution avec des photos Detaille
- Monaco Le siècle d’or, éditions BBK, 18 avril 2000, 137 pages  (ISBN 978-2-913-00408-5)

## Prix et distinctions
- 1962 : Grand Prix International de la Couleur, décerné par la Société Eastman-Kodak de Rochester (États-Unis).
- 1964/1965 : Photographic excellence lors des Kodak international Colour Picture competition Special awards.
- Chevalier puis Officier de l'ordre de Saint-Charles.

## Photographies notables
- Mariage Princier de SAS le Prince Rainier III et Grace Kelly, le 19 avril 1956[8].
- Portrait officiel de SAS Louis II.
- Portait officiel de SAS Rainier III[9].
- Série Vues aériennes de la principauté de Monaco.
- Visite officielle du Général de Gaulle au Palais Princier, le 23 octobre 1960.

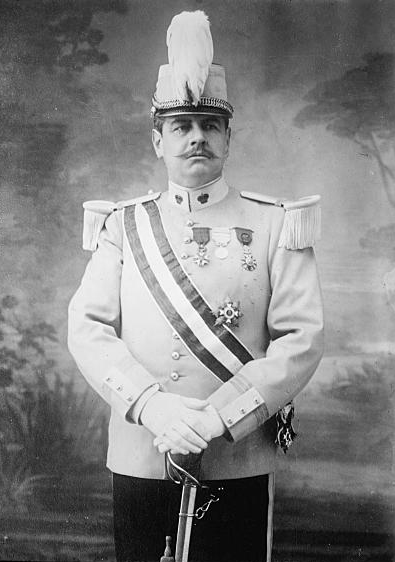
Portrait de Louis II de Monaco
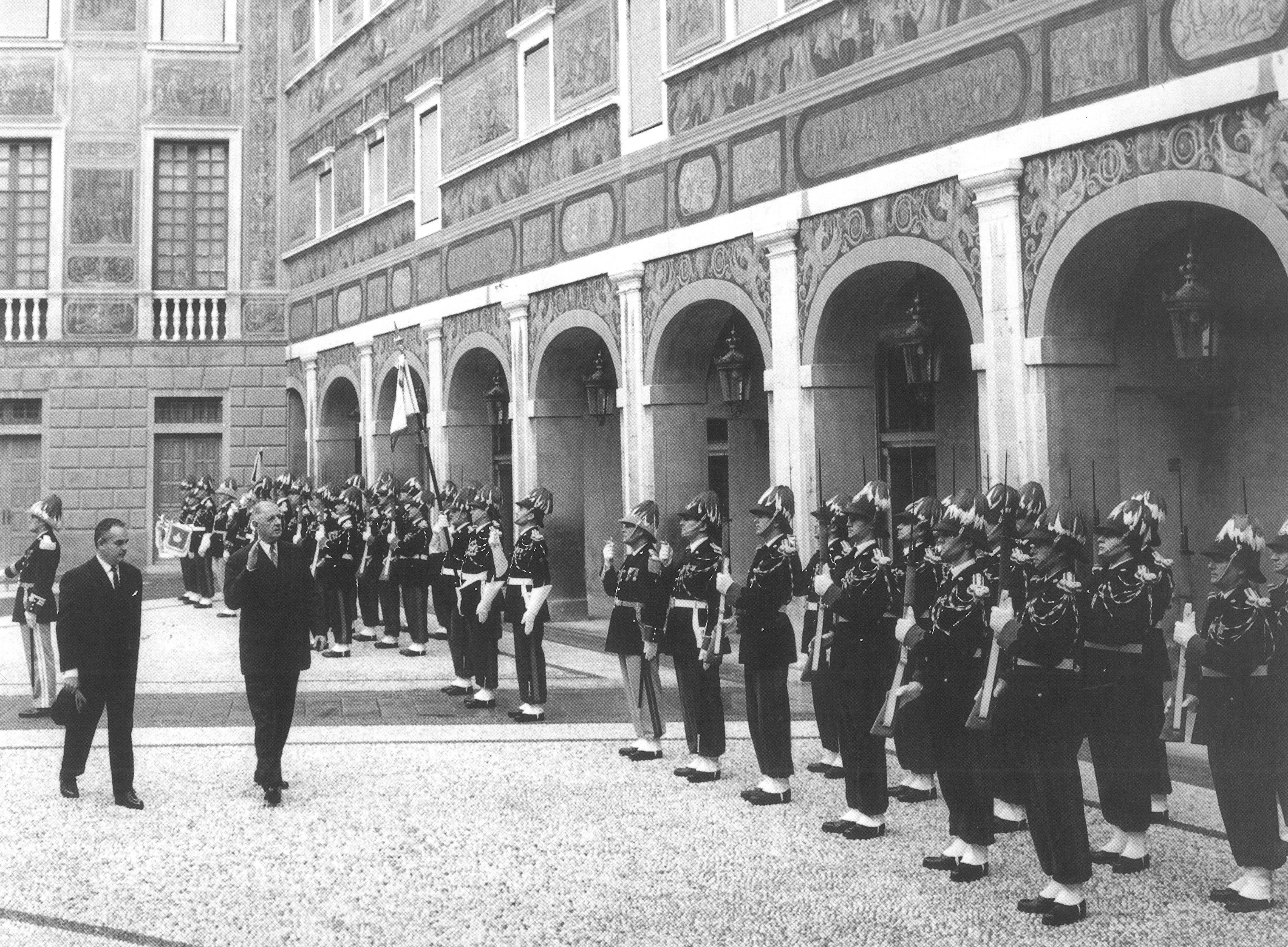
Visite officielle du Général de Gaulle, 1960
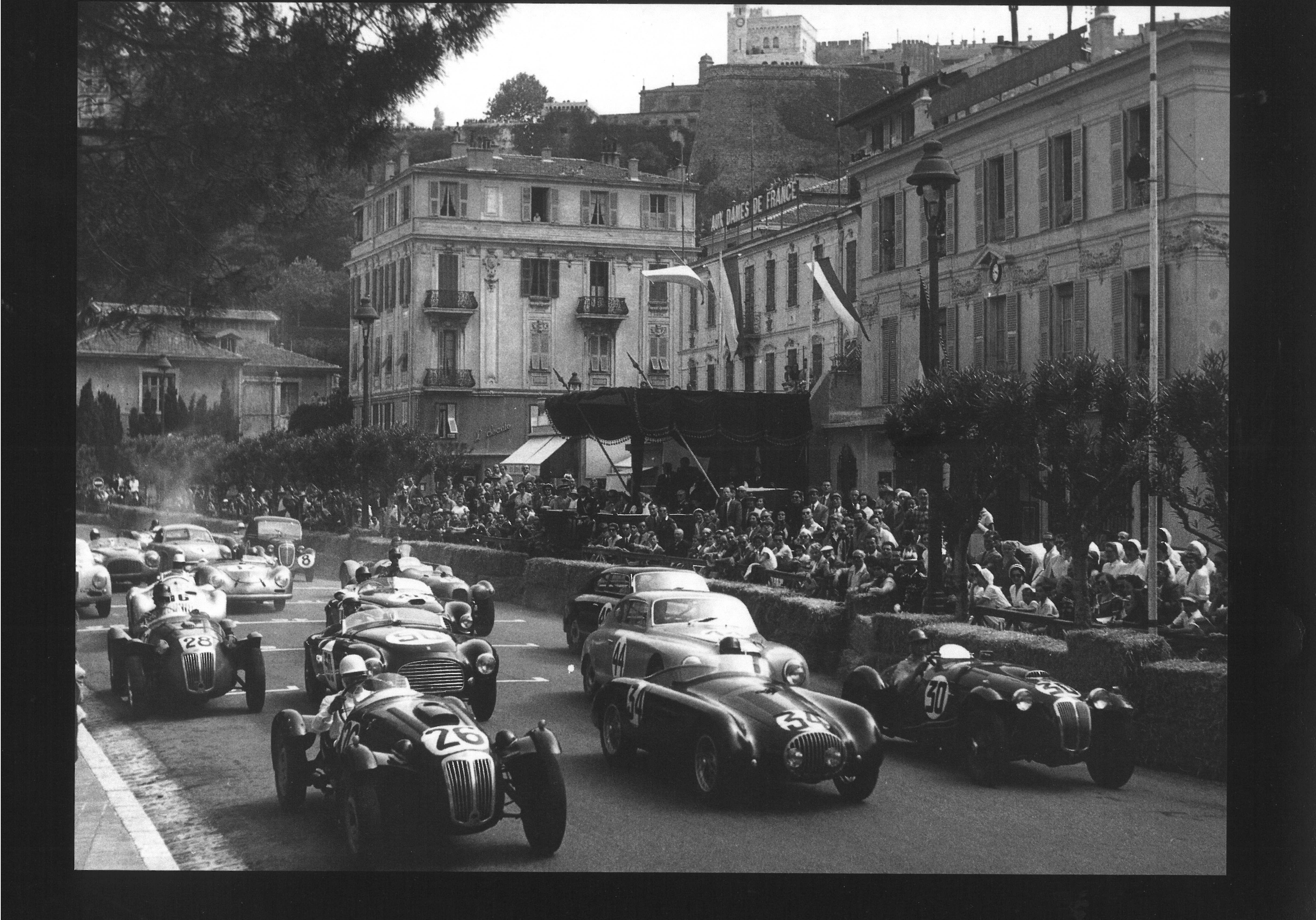
Grand Prix de Monaco 1950